# オラフ・カルトハウス
オラフ・カルトハウス（Olaf Karthaus、1963年 - ）はドイツ・コブレンツ出身の公立千歳科学技術大学理工学部応用化学生物学科教授。
小樽温泉訴訟原告の一人である。
有道出人とともに行っている人権活動で有名。

## 活動履歴
- 2001年に小樽市の入浴施設を提訴。
- 2004年2月、稚内市と紋別市に人種差別撤廃条例を陳情。[2]
- 2005年、最高裁は上告を棄却、小樽温泉訴訟において入浴施設に勝訴、小樽市に敗訴が確定。
- 2006年、反ようこそジャパンキャンペーンを展開[3]